# Parc national Volcán Arenal
Le parc national Volcan Arenal (espagnol : Parque nacional Volcán Arenal) se situe au nord de la cordillère de Tilarán, au Costa Rica. Il a une surface de 12 124 ha. Géographiquement situé entre deux points culminants, à savoir, le volcan Arenal et le Cerro Chato. Il se situe dans l'Aire de Conservation Arenal - Tilarán (ACA-T)
Le parc est visité par des milliers de touristes à la recherche d'un point de chute, d'eaux thermales et de points stratégiques pour observer l'activité volcanique et la faune abondante de la forêt pluvieuse.

## Histoire
Avant 1968, le volcan n'était pas connu en tant que tel, aucune mention d'une activité volcanique quelconque n'a été fait dans les registres des espagnols; Il était connu sous le nom de Cerro Arenal. Mais le 29 juillet 1968 se sont ouverts trois cratères causant une explosion et la destruction des villages de Tabacón et de Pueblo Nuevo, entraînant ainsi la mort de 90 personnes.[réf. nécessaire]
Depuis, ce volcan est devenu le plus actif et le plus connu du Costa Rica.

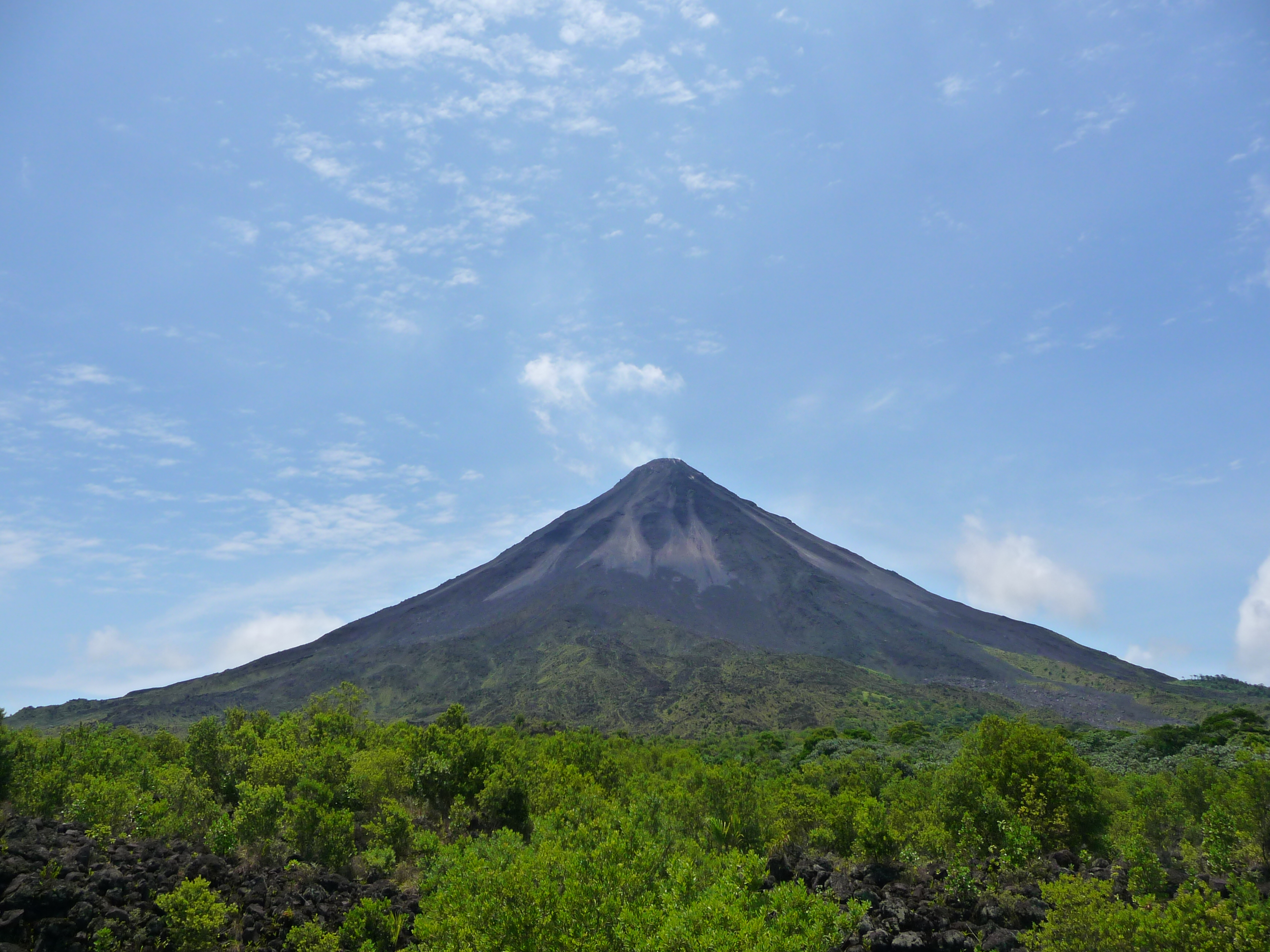
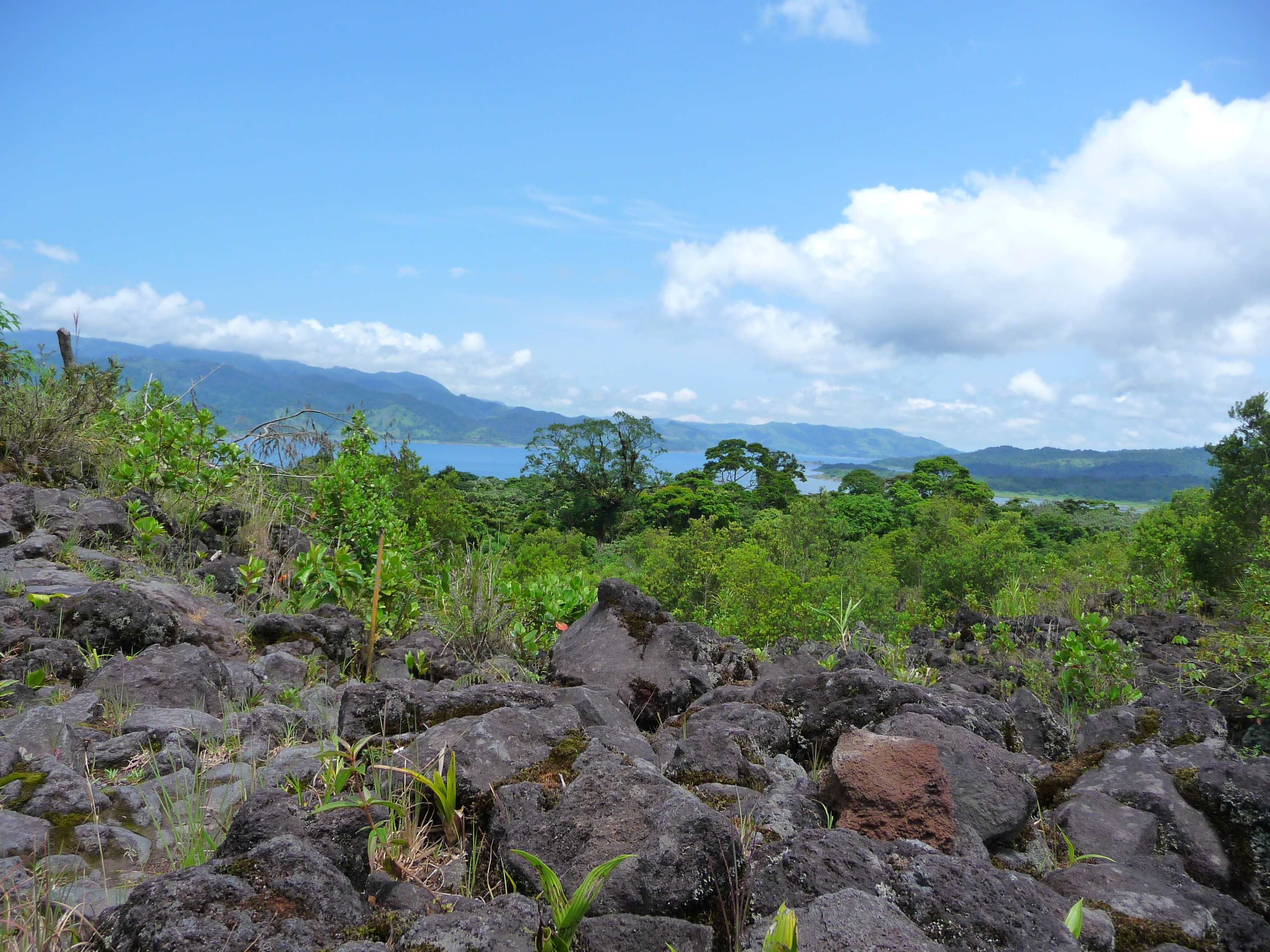
Coulée de lave et lac Arenal.

## Faune et flore

### Faune
Les principales espèces sont l'agouti, le tapir, le sapajou capucin, le coati, le paresseux et le jaguar. Parmi les oiseaux se rencontrent les colibris, les quetzals, les perroquets, les tangaras et le Geai enfumé (Psilorhinus morio).

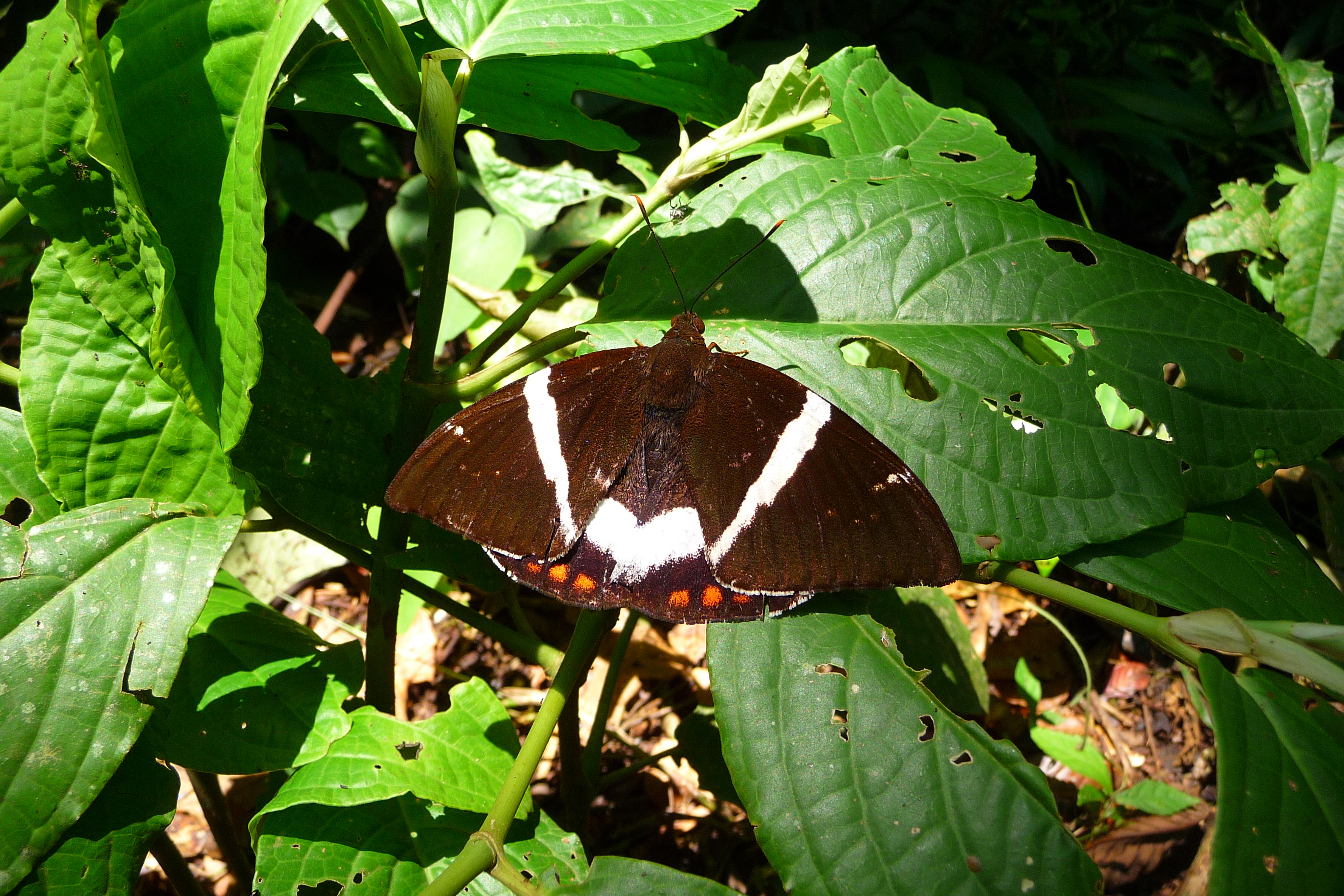
Papillon
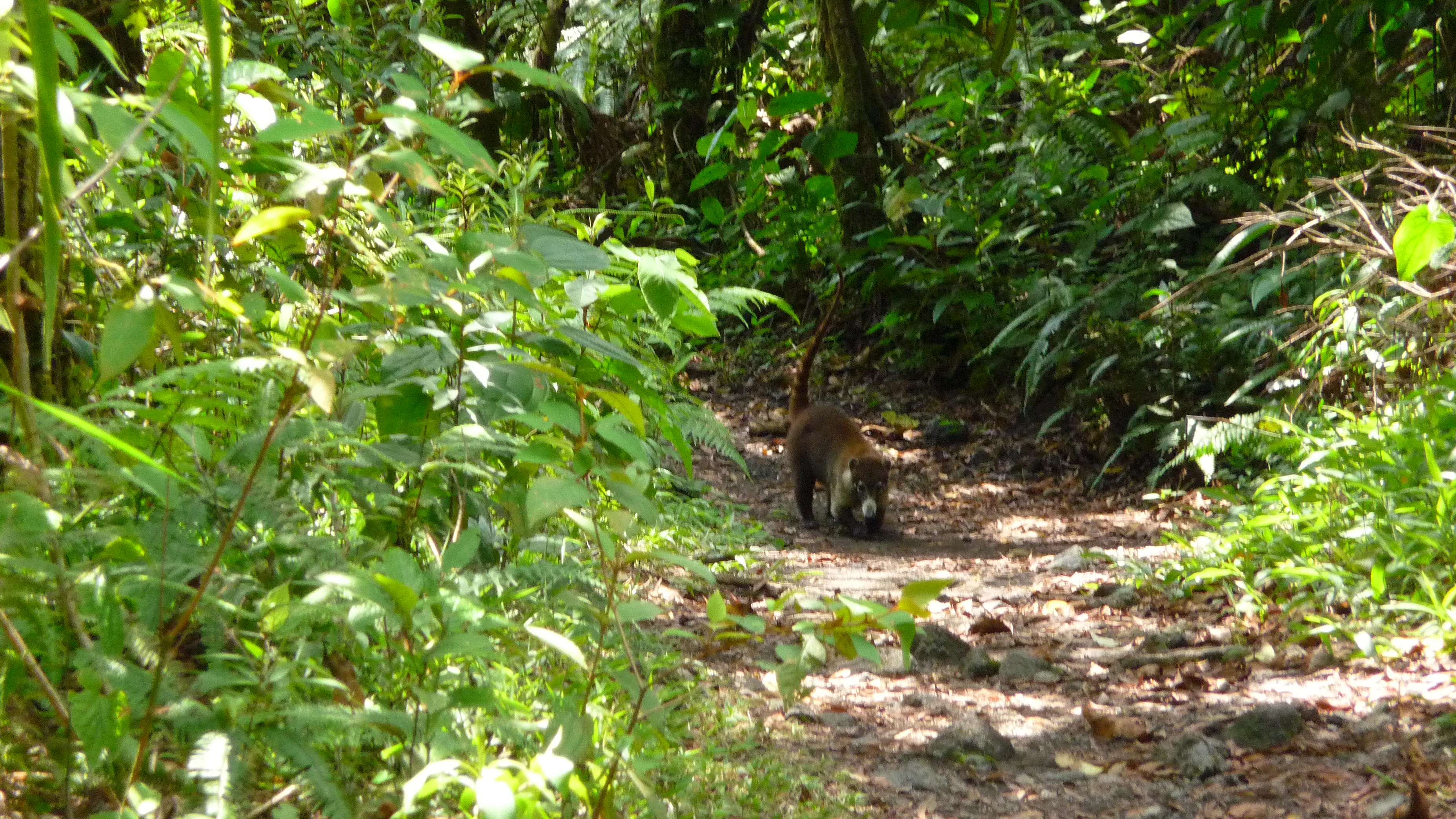
Coati
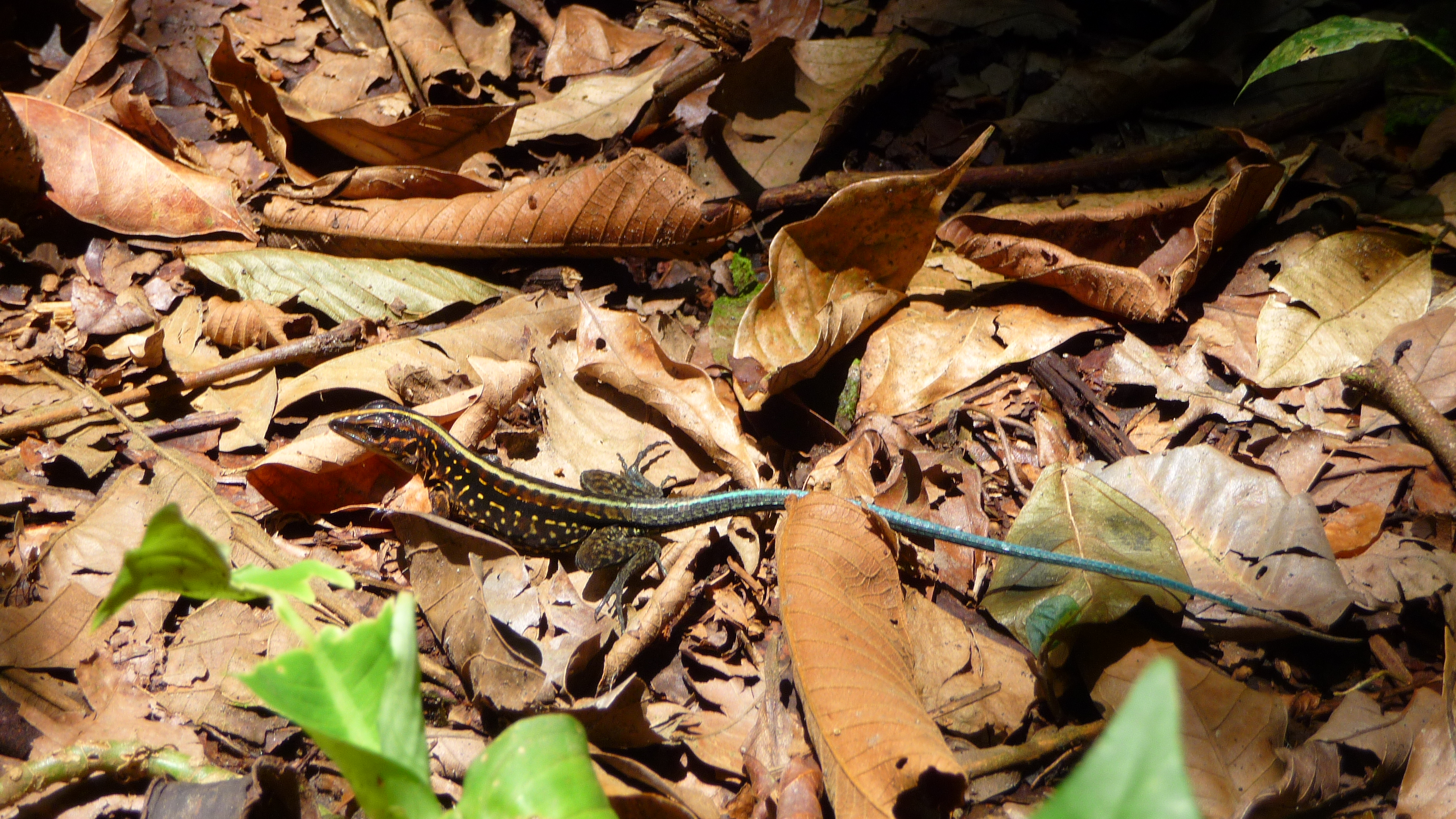
Lézard

### Flore
La flore principale rencontrée dans le parc inclut les espèces suivantes : goyavier du Costa Rica (Psidium friedrichsthalianum, guayabo del monte), laurier sauce, cocobolo (genre Dalbergia), sapotillier (níspero), balsa, coulequin (guarumo), Hieronyma alchorneoides (es) (pilón) et différentes espèces de palmiers, d'héliconias, d'orchidées, fougères et de bromelias. Il y a une espèce endémique : Pitcairnia funkiae (en), une espèce de bromélia.

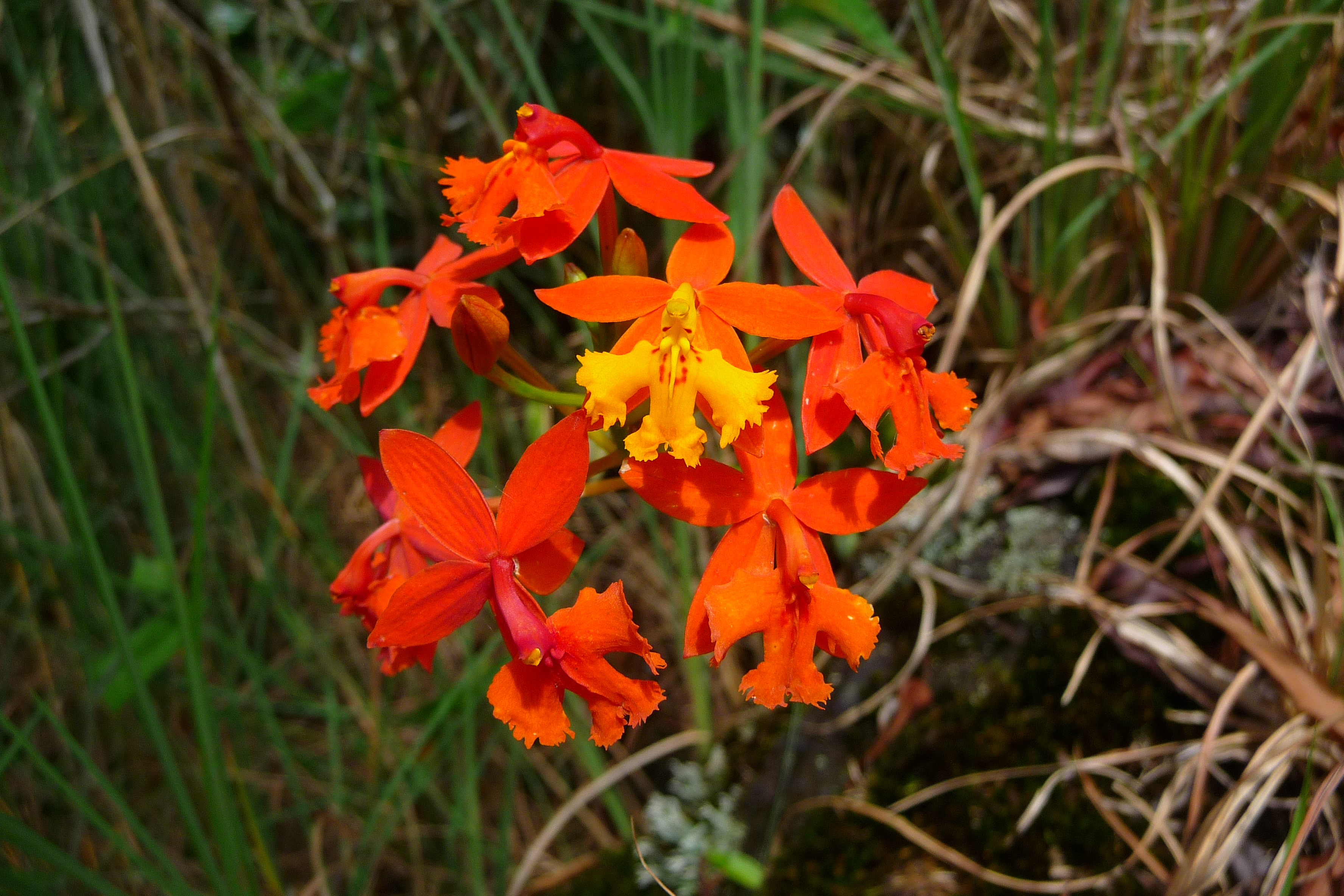
Une orchidée Epidendrum radicans dans les roches d'une coulée de lave.